# USS Mahan (DD-364)
DD 364 Mahan (Корабль соединённых штатов «Мэхэн») — американский эскадренный миноносец типа «Мэхэн», головной в серии.
Заложен на верфи Bethlehem Steel 12 июня 1934 года. Спущен 15 октября 1935 года, вступил в строй 18 сентября 1936 года.
7 декабря 1944 года тяжело повреждён после попадания трех камикадзе в бухте Ормок залива Лейте. Оставлен экипажем, добит торпедой и артиллерийским огнём американского эсминца DD 723 «Walke».
Исключён из состава ВМС США 20 января 1945 года.